# Trond Fausa Aurvåg
Trond Fausa Aurvåg, także Trond Fausa (ur. 2 grudnia 1972 w Fetsund) – norweski aktor i reżyser. Znany m.in. z serialu telewizyjnego Lilyhammer i filmu Oppenheimer.

## Życiorys
Absolwent Państwowej Wyższej Szkoły Teatralnej w Oslo (Statens Teaterhøgskole, obecnie Kunsthøgskolen i Oslo). Jako aktor jest związany z teatrem Oslo Nye Teater. Laureat dwóch nagród Amanda w 2006 roku: za tytułową rolę w Den brysomme mannen oraz własny film krótkometrażowy Alle menn sammen. Jego żoną jest aktorka Lena Kristin Ellingsen.

## Filmografia
Aktor
- 1997: Doręczyciel (Budbringeren) jako Espen
- 1998: 1733 Høtten jako Tommy
- 2006: Kłopotliwy człowiek (Den brysomme mannen) jako Andreas
- 2006: Etaten (serial TV) jako Vidar Skomvoll
- 2007: Przeminęło z kobietą (Tatt av kvinnen) jako On
- 2010: W drodze do domu (Hjem til jul) jako Paul
- 2012–2014: Lilyhammer (serial TV) jako Trogeir Lien
- 2013: Jestem twoja (Jeg er din) jako Martin
- 2014–2024: Neste sommer (serial TV) jako Per Ivar Nilsen
- 2016–2020: Vikingane (serial TV) jako Rufus
- 2018: The Innocents (serial TV) jako Alf
- 2018: Legenda Sztyletu Duchów (Benjamin Falck & dødsdolken) jako Olav
- 2019: Jul i Blodfjell (serial TV) jako Svein
- 2021: Pośrednik (The Middle Man) jako Bob Spencer
- 2023: Oppenheimer jako George Kistiakowsky[2]

Reżyser
- 2006: Alene menn sammen (film krótkometrażowy)[1]